# Charles de Forbin-Janson
Charles de Forbin-Janson (Parigi, 3 novembre 1785 – Marsiglia, 12 luglio 1844) è stato un vescovo cattolico francese.

## Biografia
Secondogenito del conte Michel-Palamède de Forbin-Janson e di sua moglie Cornélie-Henriette-Sophie-Louise-Hortense-Gabrielle, principessa di Galéan, fu cavaliere di Malta sin dall'infanzia. Dopo lo scoppio della Rivoluzione dovette abbandonare con la famiglia la Francia ed esulare in Baviera.
Tornato in patria nel 1800, nel 1805 fu nominato da Napoleone Bonaparte uditore del Consiglio di Stato.
Nel 1808 decise di entrare nello stato ecclesiastico ed entrò nel seminario parigino di San Sulpizio, dove strinse amicizia con Eugène de Mazenod. Fu ordinato prete il 15 dicembre 1811 da Irénée-Yves Desolle, vescovo di Chambéry.
Rimase a Chambéry come superiore del seminario diocesano e poi come vicario generale: in tal veste, accompagnò il vescovo a Roma dove incontrò papa Pio VII che lo esortò a lavorare per le missioni in Francia. Tornato in Francia, insieme con Jean-Baptiste Rauzan riorganizzò al Mont-Valérien, presso Suresnes, la Società per le missioni di Francia.
Il 21 novembre 1823 fu nominato vescovo di Nancy. Fu consacrato nella cappella del Mont Valérien il 6 giugno 1824. Dopo la rivoluzione del luglio 1830 e la caduta di Carlo X, di cui era un forte sostenitore, lasciò Nancy: il nuovo re Luigi Filippo gli negò il permesso di tornare nella sua sede.
Forbin-Janson iniziò a dedicarsi alla predicazione di missioni e ritiri in Francia; si avvicinò all'Opera della Propagazione della Fede di Pauline Marie Jaricot, istituita per sostenere i missionari all'estero, e papa Gregorio XVI approvò il suo progetto di recarsi in missione negli Stati Uniti d'America e in Canada.
Giunto in America nel 1839, visitò New York, Dubuque, New Orleans, Filadelfia e Québec; partecipò al concilio provinciale di Baltimora del 1840 e raccolse i fondi per l'erezione del collegio dei preti della misericordia di Spring Hill, presso Mobile.
Lasciò l'America nel 1841 e si recò a Roma, dove papa Gregorio XVI gli conferì la dignità di assistente al Soglio Pontificio e di conte romano.
Tornato in Francia, nel 1843 fondò l'Opera della Santa Infanzia per coinvolgere i bambini di Francia nell'evangelizzazione dei bambini cinesi tramite la preghiera e l'aiuto economico.
Si spense improvvisamente nel castello di famiglia di Les Aygalades, presso Marsiglia.

## Genealogia episcopale e successione apostolica
La genealogia episcopale è:
- Cardinale Scipione Rebiba
- Cardinale Giulio Antonio Santori
- Cardinale Girolamo Bernerio, O.P.
- Arcivescovo Galeazzo Sanvitale
- Cardinale Ludovico Ludovisi
- Cardinale Luigi Caetani
- Cardinale Ulderico Carpegna
- Cardinale Paluzzo Paluzzi Altieri degli Albertoni
- Papa Benedetto XIII
- Papa Benedetto XIV
- Papa Clemente XIII
- Cardinale Giovanni Francesco Albani
- Cardinale Carlo Rezzonico
- Cardinale Antonio Dugnani
- Arcivescovo Jean-Charles de Coucy
- Cardinale Gustave-Maximilien-Juste de Croÿ-Solre
- Vescovo Charles-Auguste-Marie-Joseph Forbin-Janson

La successione apostolica è:
- Cardinale François-Auguste-Ferdinand Donnet (1835)
- Arcivescovo Alexis-Basile-Alexandre Menjaud (1839)
- Cardinale François-Nicholas-Madeleine Morlot (1839)
- Vescovo Célestine René Laurent Guynemer de la Hailandière (1839)